# Wikstroemia pilosa
Wikstroemia pilosa är en tibastväxtart som beskrevs av Cheng. Wikstroemia pilosa ingår i släktet Wikstroemia och familjen tibastväxter. Utöver nominatformen finns också underarten W. p. kulingensis.